# Hermann Dvoracek
Hermann Dvoracek (* 4. Mai 1920) ist ein ehemaliger österreichischer Fußballspieler.

## Karriere
Dvoracek wurde als Sohn einer Wiener Mutter und eines japanischen Vaters in Wien geboren. Er gehörte von 1936 bis 1945 dem SK Rapid Wien an, für den er in seiner Premierensaison in der I. Liga und in der Folgesaison in der Nationalliga spielte. Mit dem Anschluss Österreichs kam er von 1938 bis 1941 in der Gauliga Ostmark, von 1941 bis 1945 in der Sportbereichsklasse Donau-Alpenland, in einer von 17, später auf 23 aufgestockten Gauligen zur Zeit des Nationalsozialismus als einheitlich höchste Spielklasse im Deutschen Reich, zum Einsatz. Während seiner Vereinszugehörigkeit kam er in 64 Punktspielen, in 14 Spielen um die Deutsche Meisterschaft, in denen er 13 Tore erzielte, und in acht Spielen um den Tschammerpokal, in denen er sechs Tore erzielte, zum Einsatz und gewann vier Titel.
Nach dem Ende des Zweiten Weltkriegs spielte er in der ab 1. September 1945 gestarteten Wiener Liga für den Liganeuling SC Helfort Wien, die Rückrunde im Jahr 1946 für den FK Austria Wien und die Saison 1946/47 für den First Vienna FC. Danach war er für den FS Elektra Wien aktiv, mit dem er den Aufstieg in die höchste Spielklasse erreichte, ehe er 1950 das Training beim ASV Germania Baumgarten übernahm.

## Erfolge
- Deutscher Meister 1941
- Dritter der Deutschen Meisterschaft 1940
- Gaumeister Ostmark 1940, 1941
- Österreichischer Meister 1938
- Zweiter der Österreichischen Meisterschaft 1946